# Coconut Tree
Coconut Tree è un brano musicale del cantautore svedese Mohombi in duetto con la cantante statunitense Nicole Scherzinger, tratto dal suo album di debutto, MoveMeant. È stato pubblicato il 15 aprile 2011 per il download digitale in Svezia. Il brano è stato scritto dallo stesso Mohombi, insieme a RedOne, AJ Junior, Bilal "The Chef", Jimmy Joker e Beatgeek.

## Video
Un video che accompagnasse l'uscita di Coconut Tree è comparso su YouTube il 31 maggio 2011 e si protrae per tre minuti e quarantadue secondi.

## Classifiche
| Classifica (2011) | Posizione massima |
| ----------------- | ----------------- |
| Belgio (Fiandre)  | 13                |
| Belgio (Vallonia) | 52                |
| Canada            | 80                |
| Francia           | 75                |
| Norvegia          | 9                 |
| Slovacchia        | 17                |
| Spagna            | 16                |
| Svezia            | 8                 |